# 招囊猛
招囊猛，明朝女性人物，云南孟琏长官司（今云南省普洱市孟连傣族拉祜族佤族自治县）土官舍人刁派罗的妻子。
二十五岁时，刁派罗去世，招囊猛守节二十八年。弘治六年（1493年）九月，云南都指挥使上奏其事。明孝宗说：“朕以天下为家，正在思虑鼓励名教以变革蛮夷之俗。其中有主动遵守礼义之人，怎可不马上加以奖励。招囊猛贞节可嘉，立即令当地有司表彰其门闾，使远夷更知向化中原礼义，不用等待核查再报。”